# 158 Koronis
158 Koronis је астероид главног астероидног појаса са пречником од приближно 35,37 km.
Афел астероида је на удаљености од 3,029 астрономских јединица (АЈ) од Сунца, а перихел на 2,708 АЈ.
Ексцентрицитет орбите износи 0,055, инклинација (нагиб) орбите у односу на раван еклиптике 1,002 степени, а орбитални период износи 1775,198 дана (4,860 године).
Апсолутна магнитуда астероида је 9,27 а геометријски албедо 0,276.
Астероид је откривен 4. јануара 1876. године.